# El cor quiet
El cor quiet és un llibre de poemes de Josep Carner publicat el 1925. Consta de vuitanta-tres poemes distribuïts en cinc seccions: Les nits, Els arbres, Les estampes, Les adreces i L'assenyament.
El cor quiet suposa un punt d'inflexió en l'evolució de l'autor cap a una poètica postsimbolista durant els anys vint i trenta i és un bon exemple de la seva plena maduresa poètica. En aquest poemari Carner deixa de banda els temes amorosos i l'humorisme que caracteritzaven els llibres anteriors. També és el primer llibre de poemes publicat després que Carner marxés de Catalunya per exercir la carrera diplomàtica. Carner havia complert ja 41 anys i en feia 3 que no residia a Catalunya. És per tant un llibre que neix de la distància i la maduresa.
El títol, El cor quiet, ens remet al jo profund del poeta, el que és motor de la seva vida i expressa la continuïtat de la pròpia existència, però ara en un moviment paradoxalment aquietat. El que ha dut la serenitat al poeta, i que l'allunya de qualsevol caiguda en la desesperació, la follia o l'angoixa de viure, és el reconeixement d'un ordre universal. Expressat en forma de triangle: el poeta i la naturalesa que ell contempla serien els dos angles que en formen la base: tot el creat. En el vèrtex hi ha Déu, que els crea i els manté, i s'hi revela.

## Aspectes formals
La mètrica d'aquesta obra presenta una gran diversitat: decasíl·labs, heptasíl·labs i alexandrins. De fet, el tret més destacat, en l'àmbit formal, és l'ús de la polimetria, cosa que esdevé una novetat dins el repertori mètric carnerià. Pel que fa a les formes estròfiques, destaca la presència abundant de la quarteta i el quartet, però també, en segon terme, l'apariat, la corranda i el romanç. Aquestes darreres, connecten alguns poemes de Carner amb la poesia popular.
En el terreny estilístic, Carner utilitza sovint la “fal·làcia patètica” quan s'adreça a aquells elements de la realitat que vol dotar d'un sentit més ampli que l'estrictament material. El volum es caracteritza per l'ús d'una llengua poètica rica, treballada i buida d'arcaismes.

## Les seccions

### Les nits
Consta de deu poemes que pretenen descriure l'experiència del poeta davant la nit. L'àmbit de les nits són el misteri, el glatit (d'animals i plantes), i també la inquietud de la foscor. Els poemes també interroguen la nit, i el parlant s'interroga sobre la nit, sobre la màgia, l'obscuritat, la incertesa, el misteri, la por i la mort.

### Els arbres
Formada per onze poemes que parlen d'arbres que ell es complau a contemplar i n'explica les vicissituds. El poeta humanitza els arbres i els converteix en dipositari de les virtuts que sovint manquen als homes.

### Les estampes
És la secció més extensa, amb quaranta-quatre poemes. El mot estampa del títol s'utilitza en el sentit d'imatge, ja que en aquests poemes l'autor s'atura en la contemplació visual. La distribució dels poemes segueix un cicle temporal regit per les estacions de l'any i les dates més assenyalades del calendari litúrgic.

### Les adreces
El títol de la secció utilitza el mot 'adreça' en el sentit de dedicatòria (endreça). Els set poemes de la secció van dedicats, és a dir, adreçats a algú proper a l'autor. Recullen diversos esdeveniments circumstancials de la vida, com el naixement d'un infant o la celebració d'una onomàstica o d'unes noces. Aquests poemes mantenen un caràcter domèstic ja que Carner poetitza fets quotidians i es deixa portar a un àmbit real, el de la relació amb els altres.

### L'assenyament
El títol és un mot derivat de seny que no figura als diccionaris. Carner crea el substantiu “assenyament”, entès com l'acte de posar seny. Els onze poemes de la secció instal·len el lector en el seny del cor quiet, final d'un recorregut iniciat en el cor inquiet de la primera secció, i mostren la clara voluntat de fixar l'actitud de maduresa del poeta. El seny de qui s'adreça al món amb una mirada lúcida desterra per complet el to d'angoixa que hom havia trobat al principi del llibre.